# Dasineura hisarenis
Dasineura hisarenis är en tvåvingeart som beskrevs av Sharma och Singh 1991. Dasineura hisarenis ingår i släktet Dasineura och familjen gallmyggor. Inga underarter finns listade i Catalogue of Life.